# Otaku

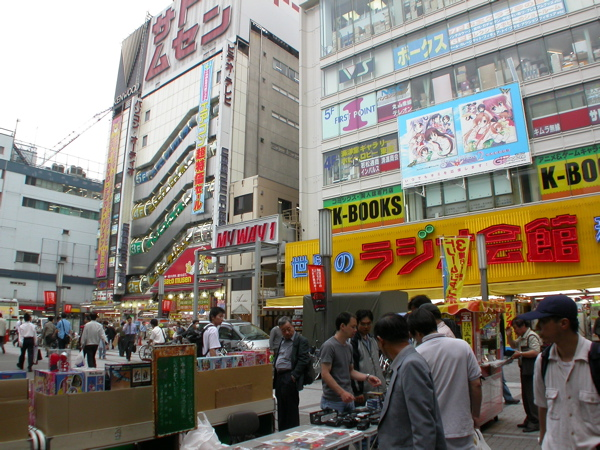
Le quartier d'Akihabara, lieu de rencontre populaire pour les otakus.

Otaku (おたく en hiragana, オタクkatakana, et dérivé du mot お宅 formé du kanji 宅) est un terme japonais (souvent utilisé à des fins péjoratives) désignant une personne qui consacre une grande partie de son temps à une activité d'intérieur. Otaku est composé de la préposition honorifique « o » (お) et du substantif  signifiant « maison », « demeure », le « chez-soi ».

## Description
À l'origine, cette expression n'avait pas le sens que l'on peut lui donner aujourd'hui : otaku, en japonais, veut dire  « votre maison » et donc, par extension, une façon polie de vouvoyer son interlocuteur. Il semblerait que cette tournure ait été très prisée parmi les amateurs d'animation et de manga , le sens du terme a évolué, pour désigner aujourd'hui toute personne se consacrant à un passe-temps ( manga , cosplay, figurine ,animé ) , le plus souvent fait chez eux . Il désigne aujourd'hui une personne fanatique de culture japonaise contemporaine, notamment dans les domaines du manga, de l'animation et des jeux vidéo, qui se replie sur elle-même et ne vit plus que pour une passion : poupée, culte d'une « idole » (chanteur, acteur), informatique, jeu vidéo, etc.
En japonais, la graphie permet de distinguer les deux emplois : お宅 (otaku), c'est « chez vous », alors que オタク (otaku), c'est le passionné monomaniaque dont il est question dans cet article. Bon nombre de personnes âgées, au Japon, ne connaissent d'ailleurs que le premier sens. Par ailleurs, dans le sens de monomaniaque, il s'utilise souvent avec un mot le précisant. Par exemple, un fan d’anime sera un anime otaku ou aniota, un fan d’idol sera un wota, un otaku malsain sera un kimo-ota (pour kimoi otaku, kimoi signifiant répugnant ou obscène, lui-même pour kimochi warui otaku).
Un terme plus récent commence à s'imposer pour décrire une personne qui reste cloîtrée chez elle, celui de hikikomori. Ce mot fut popularisé en France par la série Bienvenue à NHK qui décrit avec humour et réalisme les différents aspects qui caractérisent ces individus. Mais le terme otaku reste largement usité même s'il a évolué. Au XXIe siècle, ce terme décrit toujours un individu obsédé par une passion exclusive qui lui sert de rempart face à une société qu'il refuse, mais sans pour autant être enfermé chez lui et coupé de toute relation sociale comme le serait un hikikomori.
En effet, le développement des nouveaux moyens de communication a contribué à développer une véritable communauté otaku qu'il est fréquent de voir se réunir physiquement au sein de clubs ou d'associations, voire organiser des manifestations de promotion de leur passion. Ces groupes sont d'ailleurs devenus de véritables acteurs économiques au poids considérable.
Au départ, l’otaku était considéré par les Japonais comme un inadapté. Depuis la création du Studio Gainax (Neon Genesis Evangelion…), composé exclusivement d’otaku, ce point de vue tend à évoluer. Ce studio a d'ailleurs réalisé deux OAV ayant pour héros des otaku : Otaku no Video, suivi de More Otaku no Video. Au début des années 2000, Genshiken ainsi que Otakus in Love, Densha otoko, NHK ni yōkoso! et Lucky☆Star abordaient également le sujet. Otaku girls (KONJOH natsumi) est un nouveau manga sorti qui aborde ce sujet avec humour.
En raison de l'évolution sociale à travers les années de la communauté des passionnés de culture nippone, la majorité d'entre eux se considèrent désormais comme des otaku en définissant ce terme par toute personne passionnée uniquement de japanimation, de mangas ou du Japon sans les connotations d'isolation sociale.
Deux définitions du terme « otaku » subsistent donc actuellement : l'ancienne, péjorative, et la nouvelle, née du progrès social.
En 2006, Takuro Morinaga a estimé le marché global des otakus entre 26 milliards et 34 milliards de dollars.